# Ларунг-Гар

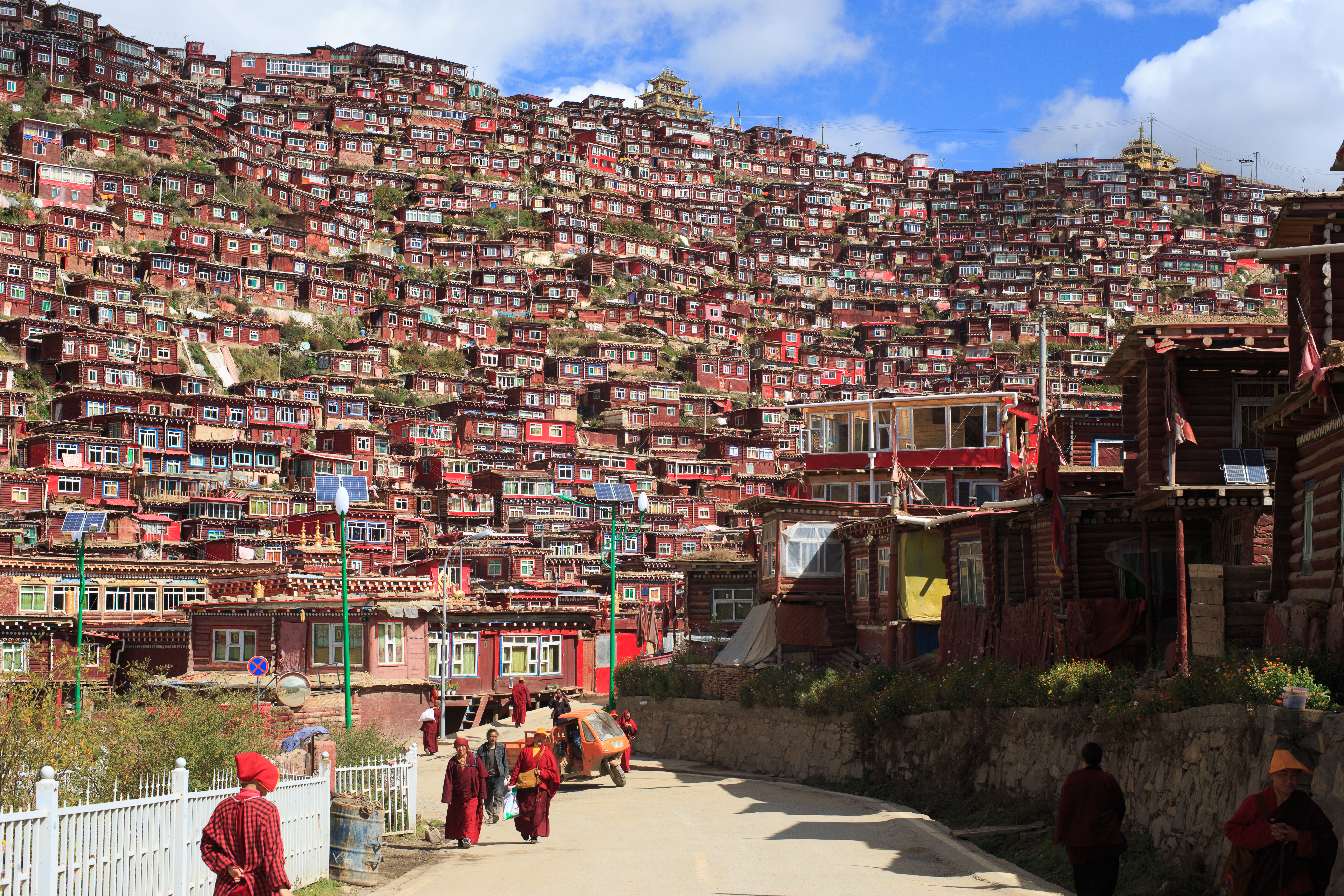
Дома на склоне холма

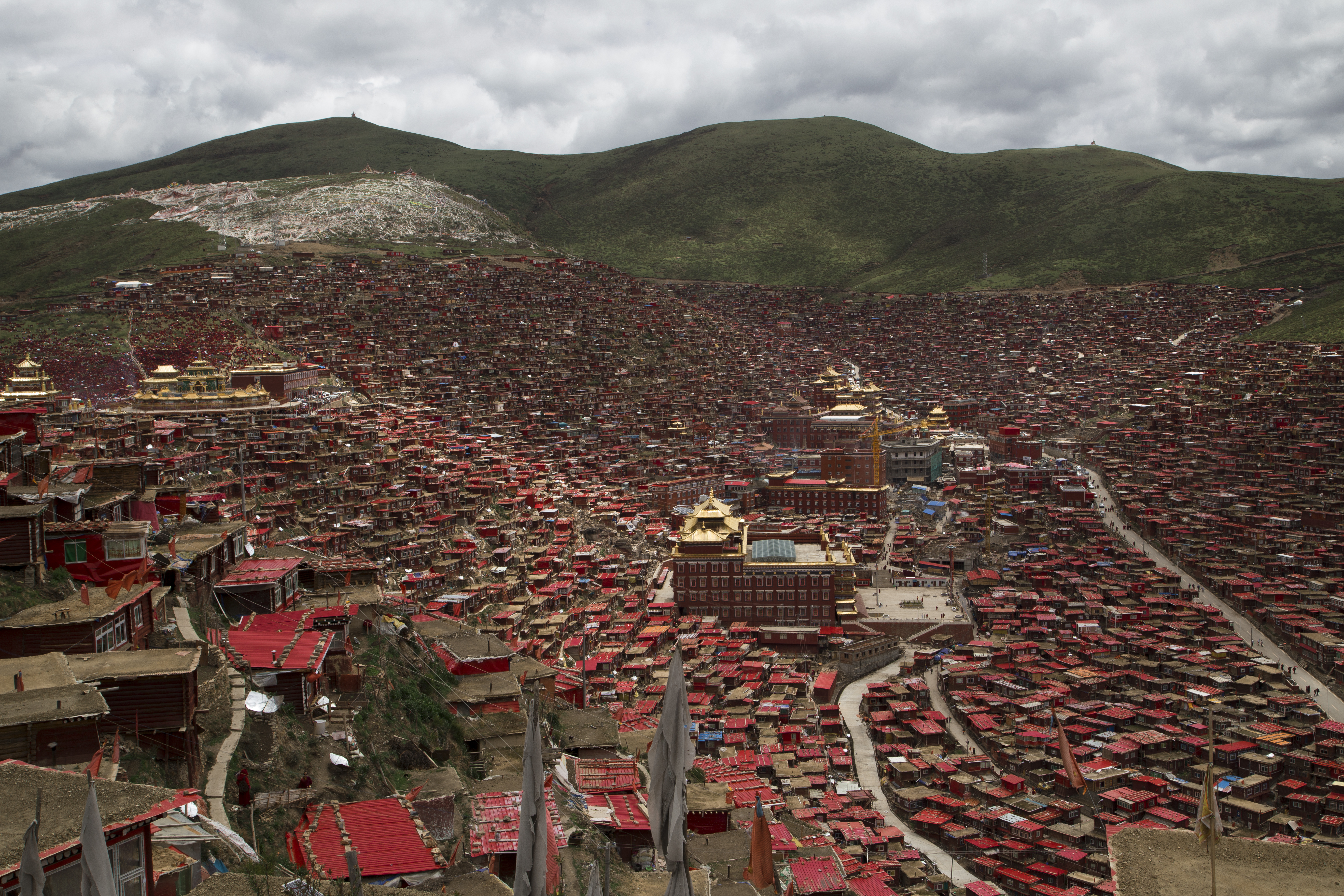
Вид на институт с севера

Ларунг-Гар или Долина Ларунг — посёлок в уезде Сертар Гардзе-Тибетского автономного округа в провинции Сычуань, КНР. 

## История
Население, насчитывающее более 10 000 человек, состоит в основном из монахов и монахинь, и связано с находящимся там же Буддийским институтом (Академия пяти наук Ларунг), который основал в 1980 г. Джигме Пунцок. Расположенная в прежде необитаемой долине академия быстро стала центром паломничества многочисленных тибетских буддистов, и постепенно постоянное население посёлка выросло почти до 10000 человек.
В 2016 году из Тибета поступили сообщения о том, что китайские военные осуществили массовый снос домов тибетских монахов. Снос последовал за приказом местных властей от июля 2016 года сократить число жителей Ларунг Гар вдвое до 5000; местным тибетцам предлагалось вознаграждение в случае их переезда.
6 декабря 2016 года тибетское правительство в изгнании призвало ООН вмешаться в этот вопрос. 15 декабря 2016 года Европейский парламент принял резолюцию против действий китайских властей и осудил демонтаж Ларунг Гара. Однако в отчете, опубликованном в августе 2017 года, было обнаружено, что снос домов все ещё продолжается, но не из-за перенаселения — территория обширна, — а из-за государственной программы по превращению священного места в «туристическую достопримечательность». Тысячи тибетцев уже были перемещены, в то время как программа миграции ханьских китайцев в этот район продолжалась. В отчете также говорится, что тибетцы, чьи дома были разрушены, были вынуждены подписать документы, которые юридически обязывали их отказаться от своих прав на землю в Ларунг-Гар. После этого их отправили автобусами без уведомления о том, куда они будут переселены.
Китайские власти продолжили попрание прав человека этнических тибетцев и в последующие годы, отменяя несколько лет подряд ежегодный фестиваль тибетцев Ларунггар.